# Listă de războaie purtate de armata romană
Listă de lupte purtate de armata romană în ordine cronologică:

## Războaie
- Războaie cu diferite orașe latine și cu sabinii, sec. 8 î.Hr.

- Războaiele romanilor cu etruscii, sec. 7, sec. 5 și sec. 4 î.Hr.

- Războaiele cu Alba Longa; cu sabinii (al doilea război),  sec. 7 î.Hr.

- Războaiele cu latinii din peninsula Italia,  sec. 7 î.Hr.
- Războiul cu Liga Latină, 496 î.Hr. ?, parte a Războaielor romano-italice

- Războaiele romanilor cu samniții
  - primul  343 î.Hr.-341 î.Hr.;
  - al doilea 326 î.Hr.-304 î.Hr.;
  - al treilea 298 î.Hr.-290 î.Hr.

- Războaiele punice
  - Primul război punic, 264 î.Hr.-241 î.Hr.
  - Al doilea război punic, 218 î.Hr.-201 î.Hr.
  - Al treilea război punic, 149 î.Hr.-146 î.Hr.

- Războaiele macedonene
  - primul 214 î.Hr.-205 î.Hr.;
  - al doilea 200 î.Hr.-196 î.Hr.;
  - al treilea 171 î.Hr.-168 î.Hr.;
  - al patrulea 150 î.Hr.-148 î.Hr.;

- Războaiele romano-germanice - o serie de războaie în perioada 113 î.Hr. - 439 AD, care cuprinde Războaiele cimbriane, Bătălia de la Teutoburger Wald sau Războaiele gotice

- Războiul romano-sirian, 192 î.Hr. - 188 î.Hr.

- Războaiele romano-persane, 92 î.Hr. - 627

- Războaiele mitridatice (primul război a început în 88 î.Hr., al treilea război și ultimul s-a sfârșit în 63 î.Hr.)

- Războaiele galice, 58 î.Hr.-51 î.Hr.

- Războiul civil roman al lui Cezar 49 î.Hr.-45 î.Hr.,

- Războaiele romanilor cu evreii:
  - primul război al romanilor cu evreii (66-73) numit și Marea Revoltă a Evreilor;
  - războiul Kitos, 115–117 — sau al doilea război al romanilor cu evreii;
  - revolta lui Bar Kokhba, (132–135) — sau al doilea război al romanilor cu evreii (dacă nu se ia în calcul războiul Kitos) sau al treilea război al romanilor cu evreii;
  - războiul (revolta) evreilor contra lui Gallus, (351);
  - revolta evreilor contra lui Heraclius ,(613).

- Cucerirea romană a Marii Britanii, 43

- Războaiele civile romane 68-89, 193-197, 306-324, 350-351, 360-361, 387-388, 394

- Războaiele daco-romane, 101- 102 și 105-106

- Războaiele gotice
  - primul 249-252
  - al doilea 253-268
  - al treilea 270
  - al patrulea 367-369
  - război cu goții 376-382

## Bătălii
- Bătălia de la Philippi, 42 î.Hr.,  parte a Războaielor civile romane

- Bătălia de la Actium, 31 î.Hr., parte a Războaielor civile romane

- Bătălia de la Abrittus, 251 d.Hr., contra goților

- Bătălia de la Edessa, 259 d.Hr., contra sasanizilor

- Bătălia de la Podul Milvian, 312, parte a Războaielor civile romane